# Лаба, Николай Осипович
Николай Осипович Лаба (1766—1816) — генерал-майор, генерал-провиантмейстер русской армии 1812 года.

## Биография
Родился в 1766 году. Сын французского офицера Labut de Vivance. Образование получил в Императорском Московском университете. По окончании курса, 23 октября 1781 года, произведён в коллежские протоколисты и определён адъютантом к генерал-аншефу М. Ф. Каменскому. В декабре 1783 года произведён в губернские секретари, а в 1785 году — в титулярные советники.
В 1790 году Лаба перешёл на военную службу; 26 октября был зачислен в Полоцкий пехотный полк капитаном. Участвовал в походе против турок, сражался под Очаковым, при Бендерах, при взятии Килии и Измаила. 1 ноября того же года произведён в секунд-майоры; 30 декабря 1797 года получил чин генерал-майора; затем некоторое время находился в отставке. 
5 января 1809 года награждён орденом Святой Анны 1-й степени.
1 апреля 1811 года назначен генерал-провиантмейстером в чине действительного статского советника, с переименованием в генерал-майоры. При учреждении Совета военного министра Лаба вошёл в число его членов.
Во время Отечественной войны 1812 года на Лабу выпала трудная задача по обеспечению продовольствием всей русской армии.

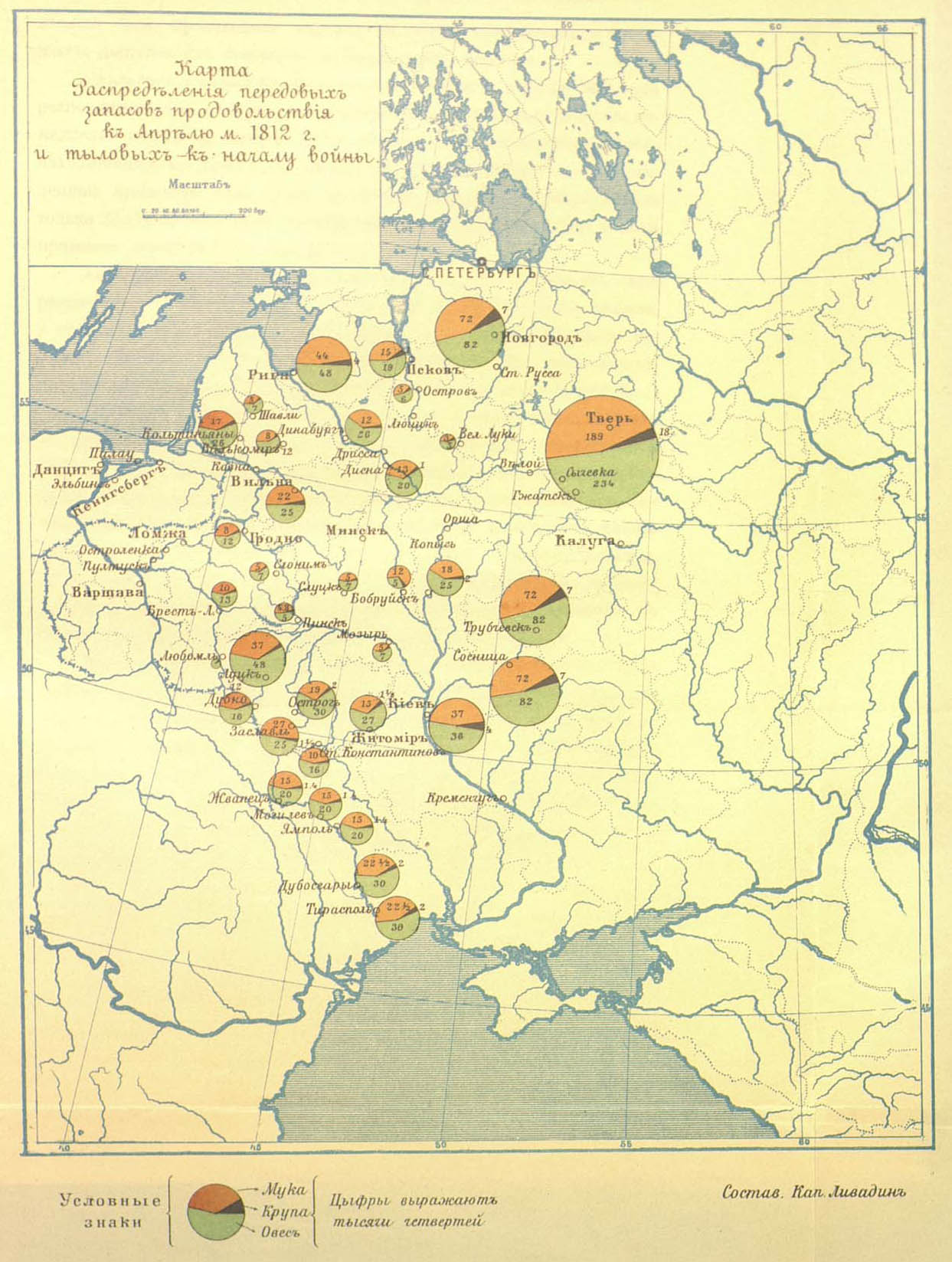
Карта распределения передовых запасов продовольствия к апрелю 1812 года и тыловых запасов к началу Отечественной войны 1812 года.

«Заслуга лучшей подготовки к войне всецело принадлежит военному министру генералу Барклаю де Толли и его ближайшим сотрудникам по хозяйственной части генерал-провиантмейстеру Лабе и генерал-кригс-комиссару Татищеву.»
Однако, дальнейшая деятельность провиантского департамента была менее удовлетворительна: продовольствие не отличалось безукоризненностью, а по провиантскому ведомству была открыта масса злоупотреблений, что вызвало неудовольствие императора Александра I. Несколько подчинённых Лабы, в том числе его заместитель чиновник 6-го класса Чайковский-Штиль, были отданы под суд; управляющий Петербургской провиантский комиссией камергер Приклонский был отстранён от должности (в 1817 году также отдан под суд).
Были выявлены серьёзные недостатки в работе военного министерства вообще и в частности провиантского управления: не был разработан план формирования резервов и вследствие этого в некоторых местах сосредоточения резервных частей вовсе не оказалось продовольственных магазинов, в других местах наличные запасы провианта и фуража оказались недостаточны для удовлетворения текущих потребностей. Действия провиантского ведомства относительно довольствия маршевых команд также были неудовлетворительны. Фельдмаршал Кутузов по этому поводу писал управлявшему военным министерством князю Горчакову: «По неучреждению поныне в губерниях никакого внутреннего продовольствия, разные проходящие воинские команды забирают у жителей безденежно весь провиант и фураж и что от сего обыватели до такой степени истощены, что многие из них остались вовсе без пропитания и, оставляя жилища, расходятся кто куда может». При этом огромные запасы продовольствия в Твери оставались лежать без движения.
Впрочем, неудовлетворительная организация продовольствия объяснялась общим упадком хозяйства в России, его экономическим переутомлением. Министерство финансов не могло своевременно удовлетворять требования провиантского департамента, так как не имело достаточно денег, и это при значительной дороговизне продовольствия (так пуд ржаной муки подорожал, по сравнению с 1807 годом, более чем в два раза). Что же касается относительно злоупотреблений, то они явились вследствие ослабления надзора со стороны провиантского департамента, управлявший которым генерал-провиантмейстер Лаба не обладал ни крепким здоровьем, ни сильным характером. Следствие по делу провиантской комиссии тем не менее продолжалось, однако против самого Лабы обвинения не выдвигались, ему были лишь предъявлены некоторые контрольные недочёты.
27 октября 1816 года Лаба скончался в Санкт-Петербурге и был похоронен на Лазаревском кладбище Александро-Невской лавры. Надгробие сохранилось.